# Дом купца Шахворостова
Дом купца Шахворостова — здание в Алма-Ате, построенное в конце XIX века в стиле модерн по заказу семьи верненских купцов Шахворостовых.

## История
Предположительно здание было построено в 1890 году по проекту архитектора Андрея Павловича Зенкова.
В 1920 году здание было национализировано, и в нём располагались различные государственные учреждения, такие как Реввоентрибунал, ЧК и другие.
В 1926 году в здании расположилось первое медицинское училище города.
С 1960-х годов здание занимал музей истории медицины и здравоохранения Казахстана.
В 1992 году здание было передано для посольства США, после строительства нового посольства в Астане стало консульским центром.
С 2010 года в здании располагается консульство Франции в Алма-Ате. Оно также занимается консульским обслуживанием граждан Кыргызстана.

## Архитектура
Здание представляет собой одноэтажный деревянный сруб из тянь-шанской ели. Построено на высоком фундаменте, с подвалом. Фасады сооружения оштукатурены, побелены в два цвета: белые стены с акцентом голубых деталей. Вертикальное членение здания создают пилястры образованные на стыке внутренних и внешних стен. Окна первого этажа обрамлены гипсовыми наличниками геометрического профиля. На втором этаже установлена гипсовая лепнина, на сандриках и подоконными филёнками с каплевидным декором. Центральные оси фасадов, обращённые на пр. Назарбаева и ул. Айтеке би, подчеркнуты аттиком с лепниной растительного орнамента. На крыше здания использованы венчающие многопрофильные гипсовые карнизы. По периметру четырёхскатной кровли проходит металлический ажурный парапет.
Планировочная система коридорная с двухсторонним расположением комнат. Ранее существовала утраченная большая веранда с западной стороны, которая выходила в сторону яблоневого сада.
Во время реконструкции под музей, затем под посольство, здание перепланировали, утрачены элементы стилизованной классики и модерна. На уровне второго этажа американским посольством была пристроена крытая галерея к жилому комплексу.

## Статус памятника
4 апреля 1979 года было принято Решение исполнительного комитета Алма-Атинского городского Совета народных депутатов № 139 «Об утверждении списка памятников истории и культуры города Алма-Аты», в котором был указан дом купца Шахворостова. Решением предусматривалось оформить охранное обязательство и разработать проекты реставрации памятников.
26 января 1982 года здание было включено в список памятников истории и культуры республиканского значения Казахской ССР.